# Pterocarpus brenanii
Espèce
Statut de conservation UICN

 LC  : Préoccupation mineure
Pterocarpus brenanii est une espèce de plantes à fleurs de la famille des Fabaceae.

## Publication originale
- Garcia de Orta 5: 121. 1957.